# Саксофон
Саксофон, скраћено Sax, је дрвени дувачки инструмент, иако је, као и флаута, направљен од метала, но по извођачкој техници и грађи припада овој породици, којој се придружио тек половином 19. века. Назван је по свом изумитељу, знаменитом градитељу тог доба Адолфу Саксу (Adolphe Sax). Он је комбиновао искуства дотадашњих инструмената, па саксофон има усник као кларинет – са простим тршчаним језичком, механизам и прстна техника су му најсличнији обои, а звук фаготу (чији се високи регистар и назива ”саксофонски”).
Саксофон се гради у читавом низу регистара, од најдубље до највише звучности, али најчешћи су алт-, тенор-, а донекле ређи и сопран- и баритон-саксофон. Највише варијанте имају праву цев, па личе на лимену обоу или кларинет. Осталима је цев карактеристично савијена у почетку и завршетку, са издуженим левком подигнутим увис. Саксофон је конструисан за потребе војне музике и у неким западноевропским земљама ту функцију има и данас. У симфонијским оркестрима и уметничкој музици се користи сразмерно ретко (Морис Равел Болеро (сопран in B и тенор in B), Модест Петрович Мусоргски Слике са изложбе у оркестрацији Мориса Равела (алт in E♭), Бенџамин Бритн Simfonia da Requiem (алт in E♭), Микис Теодоракис Грк Зорба (алт in B) и други), али је у ансамблима забавне музике, нарочито у џезу, врло истакнут, са великим низом значајних солиста-виртуоза.
Писани обим стандардних саксофона

## Опис

### Конструкција
Висина тона саксофона се контролише отварањем или затварањем тонских рупа дуж тела инструмента како би се променила дужина вибрирајућег ваздушног стуба. Рупе за тон су затворене кожним јастучићима повезаним са тастерима—већином се управља прстима играча, али некима се рукује дланом или бочном страном прста. Постоји октавни тастер који подиже висину нижих нота за једну октаву. Најнижа нота, са свим затвореним падовима, је (записана као) Б♭ испод средњег Ц. Модерни баритонски саксофони су обично конструисани да свирају ниско А, а такође је произведен и мали број алтова који су подешени на ниско А. Највиша нота је традиционално била Ф две и по октаве изнад ниског Б♭, али инструменти вишег квалитета сада имају додатни тастер за високи Ф♯, а високи Г тастер се може наћи на неким модерним сопранским саксофонима. Ноте изнад опсега тастера су део алтисимо регистра саксофона и могу се произвести коришћењем напредних техника амбажура и комбинација прстију. Музика саксофона је написана у високом кључу (одговарајуће транспонованом за сваки различити тип инструмента) и сви саксофони користе исти аранжман тастера и прстију, омогућавајући играчима да се лако пребацују са различитих типова саксофона.
Сопран и сопранино саксофони су обично направљени од праве цеви са раширеним звоном на крају, иако су неки направљени у закривљеном облику других саксофона. Алт и већи саксофони имају одвојиви закривљени врат и завој у облику слова U (лук) који усмерава цев нагоре док се приближава звону. Ретки су примери алт, тенор и баритон саксофона са углавном равним телом. Баритон, бас и контрабас саксофон прилагођавају дужину отвора са додатним кривинама у цеви. Систем прстију за саксофон је сличан системима који се користе за обоу, кларинет Боемовог система и флауту.

### Материјали
Од најранијих дана саксофона тело и посуде за дирке израђивали су се од месинганог лима, који се може обрадити у сложене облике. Кључеви се производе од других врста месинганих материјала. Предузеће Кинг је правило саксофоне са вратовима и звонима од стерлинг сребра од 1930-их до раних 1960-их. Јанагисава је оживео ову идеју 1980-их и касније увео инструменте у потпуности направљене од сребра. Кејлверт и П. Маурија су користили никл сребро, легуру бакра-никл-цинка која се чешће користи за флауте, за тела неких модела саксофона. За визуелни и тонски ефекат, у већој мери бакарне варијанте месинга се понекад замењују чешћим „жутим месингом“ и „месингом за патроне“. Предузеће Јанагисава је направило своје саксофоне серије 902 и 992 од фосфорне бронзе високе легуре бакра како би се постигао тамнији, више „патинасти” тон од месинганих модела 901 и 991.
Други материјали се користе за неке механичке делове и кључеве. Дугмад на којима прсти додирују тастере обично су направљена од пластике или седефа. Шипке, шрафови и опруге су обично направљени од плавог или нерђајућег челика. Механички пуфери од филца, плуте, коже и разних синтетичких материјала се користе да би се минимизирала механичка бука од померања тастера и да би се оптимизовало деловање кључа. Никл сребро се понекад користи за шарке због својих предности механичке издржљивости, иако је најчешћи материјал за такве примене остао месинг.
Произвођачи обично наносе завршну обраду на површину тела инструмента и тастера. Најчешћи завршни слој је танак премаз прозирног или обојеног акрилног лака за заштиту месинга од оксидације и одржавање сјајног изгледа. Сребро или позлаћење се нуде као опције на неким моделима. Неки посребрени саксофони су такође лакирани. Покривање саксофона златом је скуп процес, јер је потребна подлога сребра да би злато пријањало. Никловање је коришћено на кућиштима саксофона раног буџетског модела и обично се користи на клавијатури када се жели трајнија завршна обрада, углавном код студентских модела саксофона. Хемијска површинска обрада основног метала је ушла у употребу као алтернатива лаку и завршним обрадама последњих година.

### Усник и трска
Саксофон користи усник са једном трском сличан оном код кларинета. Свака величина саксофона (алт, тенор, итд.) користи другачију величину трске и усника.
Већина саксофониста користи трске направљене од арундо донакс трске, али од средине двадесетог века неке су направљене од фибергласа или других композитних материјала. Трске за саксофон су пропорционалне мало другачије од трске за кларинет, јер су шире за исту дужину. Комерцијалне трске се разликују по тврдоћи и дизајну, а свирачи са једним трском испробавају различите трске како би пронашли оне које одговарају њиховом уснику, амбажури и стилу свирања.
Дизајн усника има дубок утицај на тон. Различите карактеристике усника и својства њиховог дизајна имају тенденцију да се фаворизују за различите стилове. Рани усници су били дизајнирани да производе „топли” и „округли” звук за класично свирање. Међу класичним усницима, они са конкавном („ископаном“) комором су више верни оригиналном дизајну Адолфа Сакса; они пружају мекши или мање продоран тон који фаворизује Рашерова школа класичног свирања. Саксофонисти који прате француску школу класичног свирања, под утицајем Марсела Мула, углавном користе уснике са мањим коморама за нешто „светлији” звук са релативно више горњих хармоника. Употреба саксофона у плесним оркестрима и џез ансамблима од 1920-их па надаље ставља акценат на динамички опсег и пројекцију, што је довело до иновација у дизајну усника. На супротној страни од класичних усника налазе се они са малом комором и малим зазором изнад трске између врха и коморе, који се називају висока преграда. Они производе светао звук са максималном пројекцијом, погодан за издвајање звука међу појачаним инструментима.
Усници се праве од широког спектра материјала, укључујући вулканизовану гуму (понекад звану тврда гума или ебонит), пластику и метале као што су бронза или хируршки челик. Мање уобичајени материјали су дрво, стакло, кристал, порцелан и кост. Недавно је Делрин додат у залиху материјала за уснике.
Ефекат материјала за усник на тон саксофона био је предмет многих дебата. Према Ларију Тилу, материјал за усник има мало, ако га уопште има, утицаја на звук, а физичке димензије дају уснику боју тона. Постоје примери металних комада „мрачног” звука и комада тврде гуме „светлог” звука. Додатна маса потребна у близини врха са тврдом гумом утиче на положај уста и карактеристике протока ваздуха.